# Sebastian Prüßmann
Sebastian Prüßmann (* 5. September 1980 in Leverkusen) ist ein deutscher Koch.

## Werdegang
Nach der Ausbildung bei der Bayer AG in Leverkusen wechselte Prüßmann 2002 in die Sterne-Gastronomie zum  Restaurant Victorian in Düsseldorf, 2004 zum Schlosshotel Hugenpoet in Essen und zum Restaurant La Vision im Hotel Wasserturm in Köln. 2006 kochte er in Portugal und der Schweiz. 2007 wechselte er zum Restaurant Dieter Müller (drei Michelin-Sterne)  im Schlosshotel Lerbach in Bergisch Gladbach. 
2010 wurde er Küchenchef in der Brasserie Coq au Vin im Schlosshotel Lerbach. 2011 ging er als Küchenchef in der Villa Hammerschmiede in Pfinztal. Das Restaurant wurde mit einem Michelin-Stern ausgezeichnet. Ab Mitte 2013 war er Küchendirektor im Hotel am Schlossgarten in Stuttgart. Sein Schlossgarten Restaurant wurde 2013 mit einem Michelin-Stern ausgezeichnet. Mitte 2014 wechselte er im selben Hotel zum Restaurant Zirbelstube um, das 2014 auch mit einem Michelin-Stern ausgezeichnet wurde. Im April 2017 ging Prüßmann zur Villa Rothschild in Königstein.
Seit 2020 kocht er im Restaurant Sansibar auf Sylt.

## Auszeichnungen
- 2011 Ein Michelin-Stern in der Villa Hammerschmiede
- 2013 Ein Michelin-Stern im Schlossgarten Restaurant
- 2014 Ein Michelin-Stern im Restaurant Zirbelstube